# Kanton Belle-Noordoost
Belle-Noordoost (Frans:Bailleul-Nord-Est) is een voormalig kanton van het Franse Noorderdepartement. Het kanton maakte deel uit van het arrondissement Duinkerke. In 2015 is dit kanton opgegaan in het nieuw gevormde kanton Belle.

## Gemeenten
Het kanton Belle-Noordoost omvatte de volgende gemeenten:
- Belle (deels, hoofdplaats) (Bailleul)
- Niepkerke (Nieppe)
- Sint-Janskappel (Saint-Jans-Cappel)
- Steenwerk (Steenwerck)